# 佩納馬科爾
40°9′N 7°10′W / 40.150°N 7.167°W
佩納馬科爾（葡萄牙語：Penamacor），是葡萄牙的城鎮，位於該國中部，由布朗庫堡區負責管轄，始建於1189年，面積563.71平方公里，2011年人口5,682，人口密度每平方公里10人。

## 友好城市
- 法國 克拉马